# Fortezza di Santa Teresa
 La fortezza di Santa Teresa (in spagnolo: fortaleza de Santa Teresa) è una costruzione di origine militare ubicata in Uruguay, nel dipartimento di Rocha, nei pressi della frontiera con il Brasile; si trova a poca distanza dalla costa dell'Oceano Atlantico, immersa nel parque nacional de Santa Teresa, un'area protetta di 3000 ettari.
La costruzione fu iniziata dai portoghesi nel 1762, per difendere lo stretto passaggio, chiamato La Angostura (in italiano: “La strettoia”) posto tra l'oceano e la Laguna Negra, un corridoio naturale obbligato sul cammino tra Rio Grande e Maldonado. Pochi mesi dopo fu la fortezza fu però conquistata dagli spagnoli, che ne completarono l'edificazione. Nel 1816 fu occupata dalle truppe luso-brasiliane nel corso dell'invasione della Provincia Orientale scatenata da Giovanni VI; dopo il 1828 passò, con la vicina fortezza di San Miguel, del territorio uruguaiano.

## Descrizione
La fortezza è stata costruita nella seconda metà del XVIII secolo secondo i metodi di fortificazione alla moderna teorizzati da Sébastien Le Prestre de Vauban: a seguito dello sviluppo delle armi da fuoco, e in particolare dell'artiglieria, le fortificazioni furono dotate di mura non eccessivamente alte ma molto spesse, mentre ai loro vertici furono progettati particolari elementi difensivi, i baluardi, nei quali veniva piazzata l'artiglieria, con il compito di difendere i tratti di mura rettilinei, le cosiddette cortine, più esposti agli attacchi nemici. Il complesso architettonico militare si trova in posizione dominante, in una zona di dune costiere, paludi e laghi.
La fortezza di Santa Teresa ha la forma di un pentagono irregolare, che occupa un'area di più di 1610 m²; il suo perimetro misura 642 m. Le sue mura sono costituite da due pareti in pietra grezza, tra le quali è posto un terrapieno che rende lo spessore variabile tra i 10-12 metri della base e i due metri all'altezza del parapetto; lo scopo di tale struttura era quello di permettere la resistenza alle vibrazioni dovute ai colpi d'artiglieria e rendere più sicuro il cammino di ronda. La costruzione era originariamente completata da un fossato protetto da parapetti, staccionate e terrapieni che aveva il duplice scopo di provvedere al rifornimento d'acqua e sbarrare l'intero corridoio che costituiva il passaggio obbligato dal sud del Brasile verso Maldonado e Montevideo.
I baluardi, posti ai cinque vertici del pentagono, hanno la capacità di alloggiare diversi pezzi d'artiglieria, il cui posizionamento è determinato da spalti e feritoie. A partire dalla porta principale della fortezza, andando in senso antiorario sono chiamati:
- San Juan, nei pressi del quale si trova la polveriera interrata
- San Carlos, che poteva ospitare la batteria più imponente
- San Luis, nei pressi del quale esisteva un recinto per gli animali d'allevamento
- San Clemente
- San Martín[4]

## Storia
La costruzione della fortezza di Santa Teresa fu una conseguenza della firma, il 12 febbraio 1761, del trattato di El Pardo, per mezzo del quale Portogallo e Spagna annullavano il precedente trattato di Madrid del 1750; con il nuovo accordo, la corona spagnola non avrebbe più dovuto cedere le Misiones Orientales ai portoghesi, che a loro volta avrebbero potuto mantenere il possesso della città di Colonia del Sacramento, sul Río de la Plata, di fronte a Buenos Aires. Nel 1762, su ordine del governatore di Rio de Janeiro Gomes Freire de Andrade, I conte di Bobadela, una pattuglia portoghese avanzò verso sud agli ordini di Tomás Luis Osorio; questi concepì l'idea di costruire un forte in grado di sbarrare alle truppe nemiche lo stretto passaggio tra l'Atlantico e la Laguna Negra, chiamato La Angostura. Il 15 ottobre 1762 fece tracciare dall'aiuto-ingegnere Juan Gomes de Mello il perimetro della nuova opera, dedicandola alla santa celebrata quel particolare giorno, ossia Teresa d'Avila.
Pochi mesi dopo, il governatore di Buenos Aires, Pedro de Cevallos, occupò Colonia del Sacramento e, proseguendo la sua marcia verso nord, prese possesso della fortezza, ancora in fase di costruzione; decise subito di completare l'opera, incaricando dei lavori prima l'ingegnere Francisco Rodríguez Cardozo e, in seguito, Bartolomé Howell.
Il forte rimase in possesso agli spagnoli fino al 7 maggio 1811, quando si arrese alle forze rivoluzionarie; l'impossibilità di difenderla dall'avanzata delle truppe portoghesi chiamate in soccorso dal viceré Francisco Javier de Elío, però, la fece presto sloggiare. I portoghesi la abbandonarono a seguito del trattato Rademaker-Herrera del 1812, per poi tornare ad occuparla nelle prime fasi dell'invasione luso-brasiliana del 1816. Nel corso della guerra argentino-brasiliana il complesso fu conquistato nel 1825 e in maniera definitiva nel 1828 dal patriota orientale Leonardo Olivera.